# John Bird (Astronom)
John Bird  (* 1709 in County Durham; † 31. März 1776 in London) war ein englischer Astronom und Hersteller von wissenschaftlichen Instrumenten.
Er arbeitete zunächst beim Instrumentenbauer Jonathan Sisson und wurde später sein Teilhaber. Beide stellten auf Empfehlung der Royal Society Navigationsinstrumente für Handelsschiffe her.

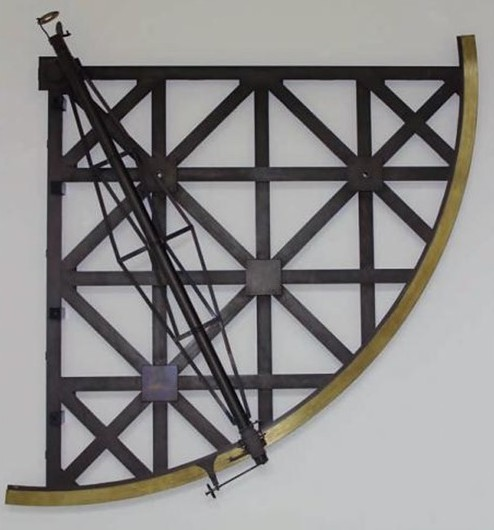
6-Fuß-Mauerquadrant von Bird 1756, Sternwarte Göttingen. Mit ihm bestimmte 1756–1758 Tobias Mayer 1000 Sternörter

In der Weiterentwicklung astronomischer Instrumente war Bird sehr erfolgreich und machte sich 1744 selbständig. Einige Messinstrumente verwendete auch der Geodät Jeremiah Dixon. Ein bedeutender Auftrag war ein 6-füßiger Mauerquadrant für das Royal Greenwich Observatory, der 1750 geliefert wurde. Wie das 1756 für die Sternwarte Göttingen gebaute Zwillingsinstrument hatte er ein 3-zölliges Objektiv mit etwa 2 Meter Brennweite und ein neu konzipiertes Fadennetz-Okular. Auch Sternwarten in Frankreich, Spanien und Russland bestellten solche Instrumente.
Da die Astrometrie zur Hauptaufgabe vieler Sternwarten geworden war, entwickelte Bird um 1765 einen noch größeren Mauerquadranten für Greenwich und für die Berliner Sternwarte (1768). Er hatte ein achromatisches 81-mm-Objektiv von John Dollond mit 2,7 Meter Brennweite und einem Auflösungsvermögen besser als 2". Der Teilkreis war zur Steigerung der Winkelgenauigkeit als Doppelkreis (zwei konzentrische Skalen) konstruiert. Das Okularmikrometer war justierbar gefertigt und die Fernrohrbiegung mechanisch kompensiert. Instrumente gleicher Bauart erhielten 1772 das Radcliffe Observatory in Oxford und 1776 die Mannheimer Sternwarte. Letzteres ist noch erhalten und funktionstüchtig.
Als der Greenwicher Hofastronom James Bradley der „Längenkommission“ (Board of Longitude) die hohe Qualität des Quadranten berichtete, beauftragte diese Bird um beachtliche £500, sein Wissen an ausgewählte Lehrlinge weiterzugeben und die Arbeitsmethoden genau zu dokumentieren. Daraus entstanden die Werke The Method of Dividing Mathematical Instruments (1767) and The Method of Constructing Mural Quadrants (1768), für die Bradleys Nachfolger Nevil Maskelyne das Vorwort schrieb.
Bird fertigte 1758 und 1760 zwei Yard-Eichmaßstäbe, die aber beim Parlamentsbrand 1834 zerstört wurden. Mit einem seiner astronomischen Quadranten beobachtete James Cook in Tahiti den Venusdurchgang im Juni 1769.
Thomas Pynchon setzte Birds Instrumenten 1995 in seinem Roman Mason & Dixon über die Vermessung der US-Grenzen ein literarisches Denkmal.